# Беровско језеро
Беровско језеро или Ратевско језеро (мкд. Беровско езеро, Ратевско езеро) је вештачко језеро у Северној Македонији. Језеро се налази на Малешевским планинама непосредно уз село Ратево, у близини градића Берово. Вода из Беровског језера се користи за водоснабдевање Берова и околних села, као и наводњавање. У близини језера је и граница између Северне Македоније и Бугарске.

## Географске карактеристике
Језеро је од Берова удаљено 7 km. Због релативно велике Надморске висине лети се температуре у просеку крећу од 23 °C до 25 °C, док се ноћу температура спушта и до 12 °C.

## Туризам
Поред језера се налазе бројни туристички капацитети. Највећи је туристички комплекс „Малешево“, потом следи хотел „Манастир“, који има 40 кревета. У току је и градња новог туристичког комплекса. У атрактивним туристичким местима Албаница и Суви Лаки може да се ноћи само у приватним вилама и викендицама.

## Пројекти и заштита
Због туристичког развоја језера локална самоуправа општине Берово и Влада Републике Северне Македоније су обезбедиле пројектну документацију којом се даје техничко решење за збрињавање отпадних вода. Ово је било потребно јер на обалама Беровског језера постоје изграђене и планира се изградња нових викендица из којих отпадне воде истичу по површини, а оне потом долазе до језера.